# Stigmatopteris ulei
Stigmatopteris ulei là một loài thực vật có mạch trong họ Dryopteridaceae. Loài này được (H. Christ) Sehnem miêu tả khoa học đầu tiên năm 1979.